# Стрілецька спілка Литви

Емблема Стрілецької спілки Литви

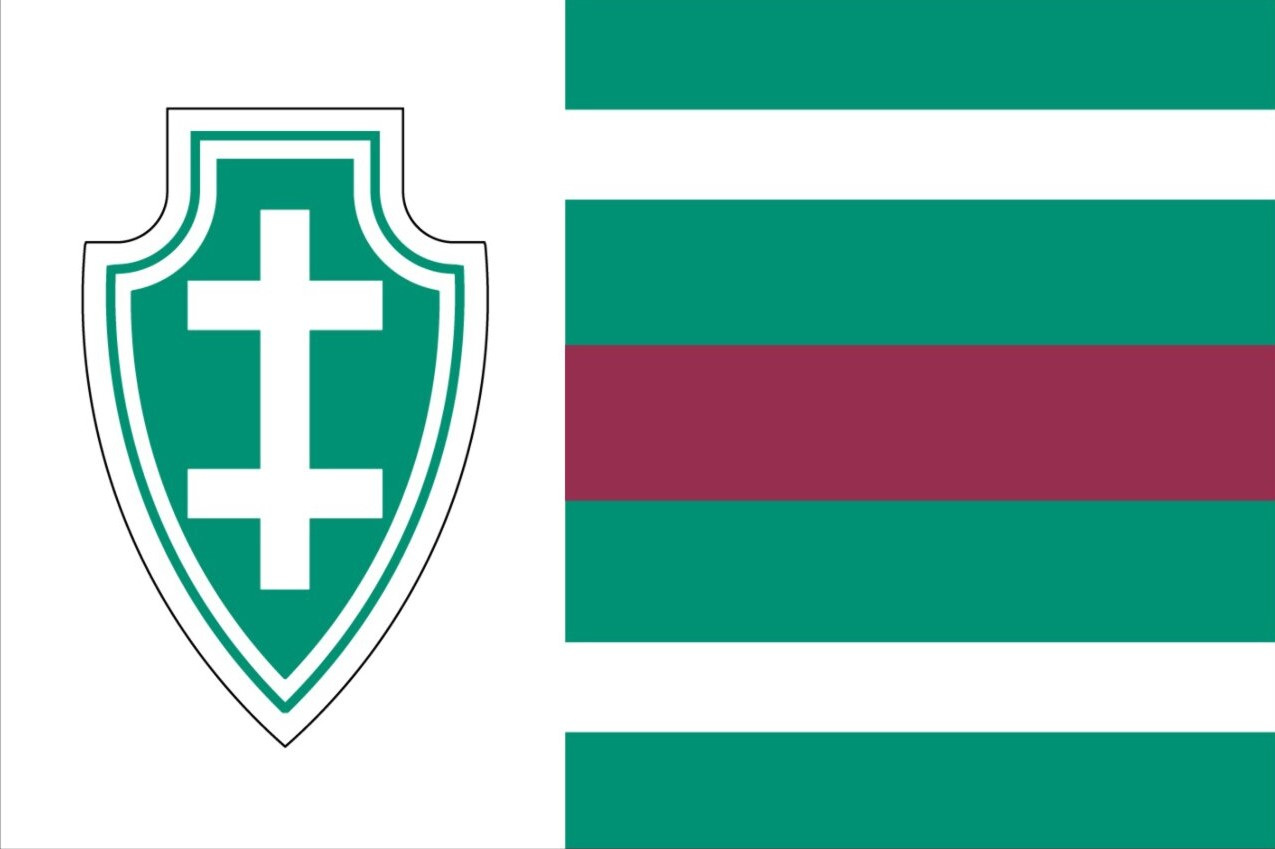
Прапор Стрілецької спілки Литви

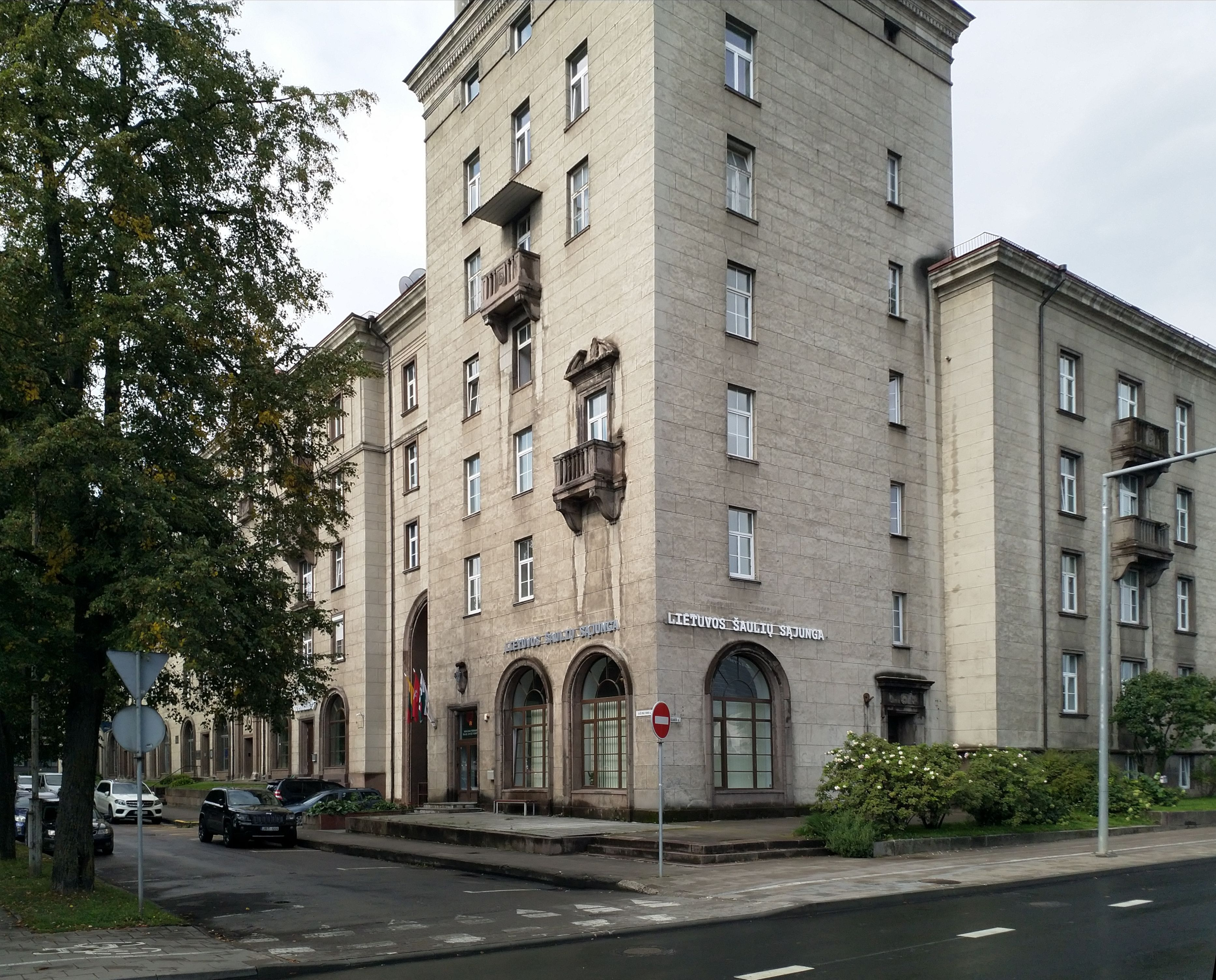
Штабквартира Стрілецької спілки Литви у Вільнюсі, площа Вашинґтоно

Стрілецька спілка Литви (лит. Lietuvos šaulių sąjunga, скорочено LŠS) — парамілітарна організація, третя ланка оборони в Литві після Литовської армії та добровільної Національної гвардії Литви (лит. Savanorių pajėgos).

## Історія
Спілка була заснована в 1919 році, проіснувала до 1944 року і після довгих років радянської окупації відновлена в Литві з 1989 року. До неї входять не тільки військовослужбовці, а й цивільні особи різних професій (юристи, лікарі, інженери, державні працівники, службовці, бізнесмени). Станом на лютий 2015 року спілка налічувала понад 8000 членів.

## Керівництво
- Александрас Бендінскас (1920–2015)
- Ґедимінас Янкус (1990-1994)

## Вебпосилання
- Сайт Lietuvos šaulių sąjunga [Архівовано 3 березня 2022 у Wayback Machine.]
- Lietuvos Respublikos šaulių sąjungos įstatymas [Архівовано 27 січня 2022 у Wayback Machine.] (Закон про Стрілецьку спілку Литви)